# St. Ludgerus (Weseke)

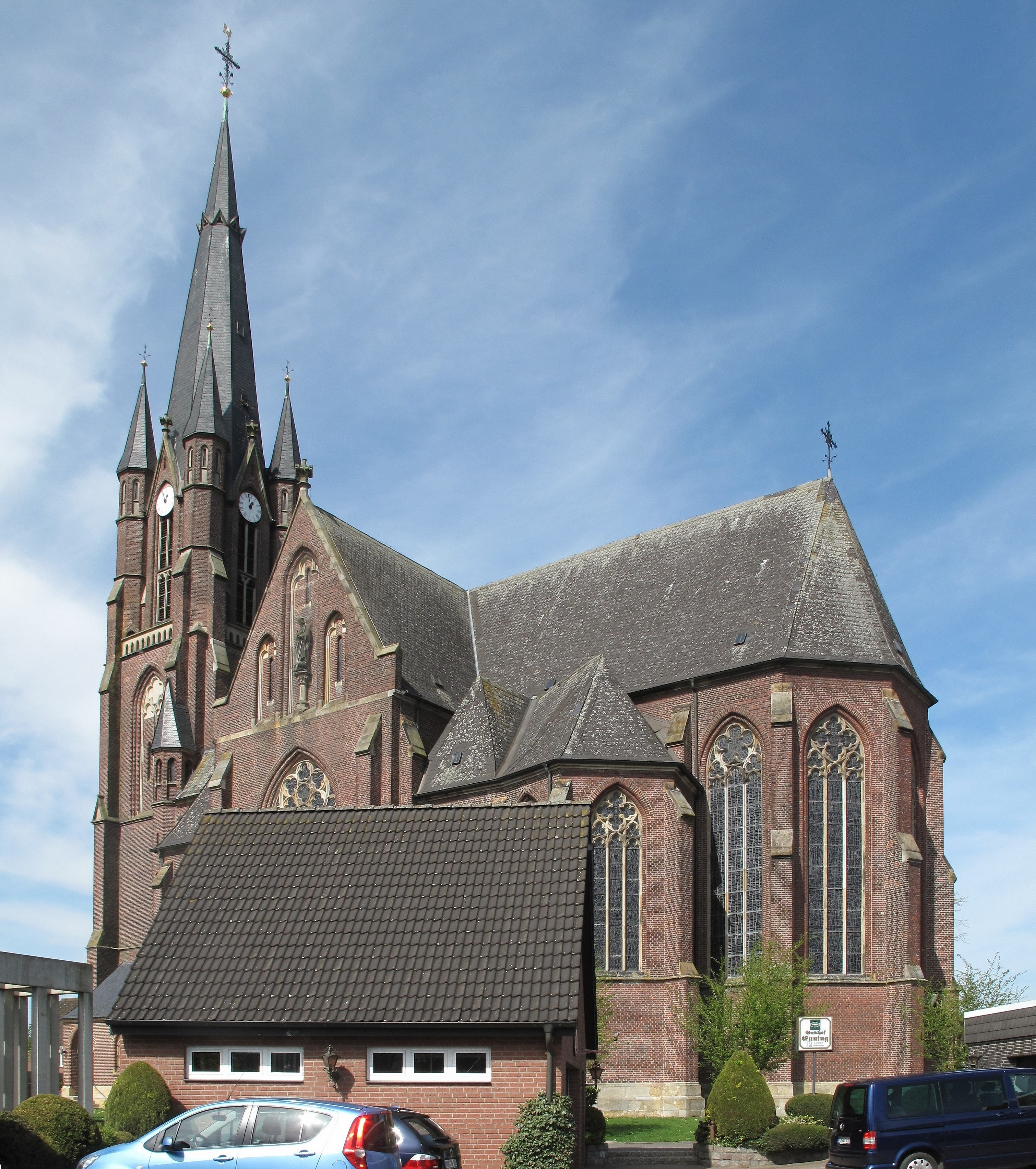
St. Ludgerus, Weseke

Die Kirche St. Ludgerus ist ein römisch-katholisches Kirchengebäude im Borkener Ortsteil Weseke. Sie steht unter dem Patrozinium Liudgers, des ersten Bischofs von Münster.

## Geschichte
Die Pfarrei Weseke wurde Ende des 14. Jahrhunderts gegründet. Die alte Dorfkirche genügte der gewachsenen Bevölkerung seit Mitte des 19. Jahrhunderts nicht mehr, so dass in den Jahren 1892 bis 1895 nach Plänen des Münsteraner Baumeisters Hilger Hertel eine neugotische dreischiffige Hallenkirche mit Querhaus aus Backstein errichtet wurde. Am 11. Juli 1895 wurde sie durch Bischof Hermann Dingelstad geweiht.
St. Ludgerus ist von Weiten durch ihren 75 Meter hohen Kirchturm zu erkennen und prägt das Ortsbild von Weseke.
Die Pfarrkirche wurde vom 3. Mai 2021 bis zum 26. Februar 2023 saniert. Während der Renovierungszeit wurde stattdessen das nebenan stehende Pfarrheim für die Eucharistiefeiern und Andachten genutzt.

## Architektur
Das Langhaus besteht aus einer dreijochigen Halle mit zentralisierendem Mitteljoch sowie polygonal (vieleckig) geschlossenen Chören. Der Kirchenraum ist ruhig und klar gegliedert. In weiten Abständen stehen die mit Wulstkapitellen versehenen runden Stützen, die das Kreuzrippengewölbe tragen, das seine Last über die Kreuzrippen im Chorbereich in die sogenannten Dienste, die durch Strebepfeiler verstärkten Außenwände, ableitet. Im übrigen Langhaus enden die Kreuzrippen auf Konsolen. In den schmaleren Seitenschiffen sind die Gewölbe des Querhauses hinaufgerückt (gestelzt), um die gleiche Scheitelhöhe wie im Mittelschiff zu erreichen.
Mit den sehr hohen drei- bzw. fünfteiligen Fenstern, deren hochgotisches Maßwerk die klassischen Stilelemente Pass- und Blattformen aufweisen, ist der Raum von den Seiten hell durchlichtet – eine echte westfälische Hallenkirche. Nach den Zerstörungen des Zweiten Weltkrieges werden die Kirchenfenster zuerst mit einer Notverglasung geschlossen, die alsbald durch neue, von verschiedenen Weseker Familien gestiftete Fenster ersetzt wurden, was auch als Beweis eines tief verwurzelten Glaubens- und Frömmigkeitsgefühls gelten mag. Mit der Liturgiereform des 2. Vatikanums wurden diese dann 1963–1966 durch die jetzigen modernen Fenster von Josef Gesing aus Herne ersetzt.
Das äußere Erscheinungsbild der mächtigen dreischiffigen Hallenkirche im Stil norddeutscher Backsteingotik wird bestimmt durch ihren trutzigen, mit vier polygonalen Ecktürmen versehenen, Westturm, der in einen oktogonalen (achteckigen) Turmhelm mündet und sich weithin sichtbar, gleichsam als Zeigefinger Gottes über die westmünsterländische Parklandschaft erhebt. Die Ausmaße mit einer Länge von 37 Metern und einer Breite von 19,5 Metern werden deutlich, wenn man sich die verarbeiteten Massen veranschaulicht. Die verwendeten Materialien sind dem hiesigen Raume entnommen.
Das Langhaus ist geprägt durch ein betonendes Querhaus mit Quergiebeln. Über den Maßwerkfenstern der Querschiffgiebel mit Kreuzblume befindet sich eine reichhaltige Spitzbogengliederung im Sinne der Backsteingotik. In den Zwickeln von Längs- und Querschiff eingebaute Seitenkapellen unterstreichen noch den Charakter einer mächtigen Gottesburg. Durch Kaffgesimse gestufte Strebepfeiler sowie die vier Ecktürmchen am Hauptturm betonen die Vertikale, wobei letztere den Übergang vom viereckigen Hauptturm in den achteckigen Turmhelm verdecken.

## Ausstattung
Die Orgel wurde 1913 von dem Orgelbauer Walcker erbaut. Das Instrument hat 27 Register auf zwei Manualen und Pedal. Die Spiel- und Registertrakturen sind mechanisch.
| I Hauptwerk C–g3 |              |        |
| 1.               | Bordun       | 16′    |
| 2.               | Prinzipal    | 08′    |
| 3.               | Gedackt      | 08′    |
| 4.               | Oktav        | 04′    |
| 5.               | Rohrflöte    | 04′    |
| 6.               | Nasard 0     | 02 ⁄3′ |
| 7.               | Piccolo      | 02′    |
| 8.               | Mixur III–IV |        |
| 9.               | Trompete     | 08′    |

| II Schwellwerk C–g3 |                |        |
| 10.                 | Gedackt        | 16′    |
| 11.                 | Hohlflöte      | 08′    |
| 12.                 | Gemshorn       | 08′    |
| 13.                 | Salicional     | 08′    |
| 14.                 | Prinzipal      | 04′    |
| 15.                 | Traversflöte   | 04′    |
| 16.                 | Oktavflöte     | 02′    |
| 17.                 | Sesquialter II |        |
| 18.                 | Quinte         | 01 ⁄3′ |
| 19.                 | Zimbel IV      |        |
| 20.                 | Oboe           | 08′    |
|                     | Tremulant      |        |

| Pedal C–f1 |                  |     |
| 21.        | Prinzipalbass    | 16′ |
| 22.        | Subbass          | 16′ |
| 23.        | Oktavbass        | 08′ |
| 24.        | Flötenbass       | 08′ |
| 25.        | Choralbass       | 04′ |
| 26.        | Rauschpfeife III |     |
| 27.        | Posaune          | 16′ |

- Koppeln: II/I, I/P, II/P

## Glocken
Im Turm hängt ein vierstimmiges Geläut, welches der Bochumer Verein im Jahr 1949 gegossen hat. Für diese Gegend ist der Bochumer Verein eine Rarität, weil es dort überwiegend Geläute der Gießerei Petit & Gebr. Edelbrock gibt.
| Nr. | Schlagton | Gießer, Gussort         | Gussjahr | Rippe |
| --- | --------- | ----------------------- | -------- | ----- |
| 1   | c1        | Bochumer Verein, Bochum | 1949     | V12   |
| 2   | es1       | Bochumer Verein, Bochum | 1949     | V12   |
| 3   | f1        | Bochumer Verein, Bochum | 1949     | V12   |
| 4   | g1        | Bochumer Verein, Bochum | 1949     | V12   |